# ぐだふわエブリデー
「ぐだふわエブリデー」は、2021年4月7日に日本コロムビアからリリースされた、声優・悠木碧のシングル。

## 背景
本曲は、自身が主人公・アズサ役を務めるテレビアニメ『スライム倒して300年、知らないうちにレベルMAXになってました』のオープニングテーマに起用された。
デモの段階ではスイング感でオシャレなジャズ調の曲との印象であり、その感じが作品の雰囲気に合っていて、登場人物たちが動いているところを想像し、レコーディングしたという。OSTER projectが担当した作詞は、悠木に理解され、そのまま受け取られている。

## 音楽性
曲の主人公の起き上がっている様子が思い浮かばない感じで、寝言みたいなイメージを歌った曲。「ぐだふわ」感がある表現を出すために腹筋を使わずに歌ったパターンを採用したという。ミュージックビデオは、絵本のような切り抜き画像をコマ撮りする演出を悠木が提案した。自身が演じるアズサの二つ名「高原の魔女」に基づいて、衣装に魔女の成分も取り入れている。
また、曲全体にフランス語のようなスウィングを出していこうと、イントロから流れるナレーションより盛り込まれている。

## シングルリリース
2021年4月7日に日本コロムビアから発売された。悠木のシングルとしては通算6作目、前作「Unbreakable」から約1年3か月ぶりのリリースとなる。
販売形態は初回限定盤（COZC-1728-9）と通常盤（COCC-17860）の2種リリースで、初回限定盤には本曲のミュージックビデオとインタビューコメント映像を収録したDVDが同梱されている。
カップリング曲「異世界管理局創造課」は、「ぐだふわエブリデー」がライトな仕上がりの楽曲ということもあり、こちらは悠木が早口でしゃべる楽曲。悠木自身がいくつかの異世界転生アニメに出演したこともあって、異世界作品のよさを詰め込もうと題材として選んだと語る。同楽曲の歌詞を悠木が担当したが、すべて文章として書いてしまうと、早口でしゃべるのが不可能な量になり、断腸の思いでワードを削って、現在の状態になったという。

## シングル収録内容
| #         | タイトル                             | 作詞          | 作曲・編曲 | 時間  |
| --------- | ------------------------------------ | ------------- | ---------- | ----- |
| 1.        | 「ぐだふわエブリデー」               | OSTER project | 涼木シンジ | 4:03  |
| 2.        | 「異世界管理局創造課」               | 悠木碧        | フワリ     | 2:33  |
| 3.        | 「ぐだふわエブリデー」(Instrumental) |               |            | 4:03  |
| 4.        | 「異世界管理局創造課」(Instrumental) |               |            | 2:31  |
| 合計時間: | 合計時間:                            | 合計時間:     | 合計時間:  | 13:10 |

| #  | タイトル                                         | 作詞 | 作曲・編曲 | 時間 |
| -- | ------------------------------------------------ | ---- | ---------- | ---- |
| 1. | 「ぐだふわエブリデー」(ミュージックビデオ)       |      |            | 4:12 |
| 2. | 「ぐだふわエブリデー」(インタビューコメント映像) |      |            | 5:05 |